# Trans Island Air 2000
Trans Island Air es una aerolínea con base en Christ Church en Barbados operando vuelos chárter en el Caribe. Fue fundada en 1982. Su base de operaciones principal es el Aeropuerto Internacional Grantley Adams, Barbados.

## Flota
La flota de Trans Island Air 2000 incluye las siguientes aeronaves (en agosto de 2006):
- 1 De Havilland Canada DHC-6 Twin Otter Series 300